# Курпевский, Войцех
Во́йцех Славоми́р Курпе́вский (пол. Wojciech Sławomir Kurpiewski; 16 февраля 1966 года, Новы-Двур-Мазовецки — 8 октября 2016 года) — польский гребец-байдарочник, выступал за сборную Польши в середине 1980-х — начале 1990-х годов. Серебряный призёр летних Олимпийских игр 1992 года в Барселоне, трижды серебряный и дважды бронзовый призёр чемпионатов мира, победитель многих регат национального значения.

## Биография
Родился в городе Новы-Двуре-Мазовецком Мазовецкого воеводства. Активно заниматься греблей начал в раннем детстве, проходил подготовку в местном спортивном клубе «Свиту».
Первого серьёзного успеха на взрослом международном уровне он добился в 1986 году, когда попал в основной состав польской национальной сборной и принял участие в чемпионате мира в канадском Монреале, откуда привёз награду бронзового достоинства, выигранную в зачёте четырёхместных байдарок на дистанции 1000 метров. Год спустя на мировом первенстве в немецком Дуйсбурге получил серебряную медаль в четвёрках в заезде на 500 м.
Благодаря череде удачных выступлений удостоился права защищать честь страны на летних Олимпийских играх 1988 года в Сеуле — в составе четырёхместного экипажа, куда также вошли гребцы Мацей Фреймут, Казимеж Кшижаньский и Гжегож Кравцув, сумел пробиться в финальную стадию турнира, был близок к призовым позициям, тем не менее, в решающем заезде оказался на финише только пятым. При этом в двойках вместе с Фреймутом на пятистах метрах показал в финале шестой результат.
В 1989 году выступил на чемпионате мира в болгарском Пловдиве, где стал бронзовым призёром в двойках на 500 м и серебряным призёром в четвёрках на 1000 м. Будучи одним из лидеров гребной команды Польши, благополучно прошёл квалификацию на Олимпийские игры 1992 года в Барселоне — на сей раз в паре с Фреймутом на дистанции 500 метров завоевал серебряную медаль, проиграв немецкому экипажу Кая Блума и Торстена Гуче.
Став серебряным олимпийским призёром, остался в основном составе польской национальной сборной и продолжил принимать участие в крупнейших международных регатах. Так, в 1993 году он представлял страну на чемпионате мира в Копенгагене и выиграл серебро в программе байдарок-двоек на полукилометровой дистанции. Вскоре по окончании этих соревнований принял решение завершить карьеру профессионального спортсмена, уступив место в сборной молодым польским гребцам.